# Sie kamen nach Bagdad
Sie kamen nach Bagdad (Originaltitel They Came to Baghdad) ist der 41. Roman von Agatha Christie. Er erschien zuerst im Vereinigten Königreich am 5. März 1951 im Collins Crime Club und später im selben Jahr in den USA bei Dodd, Mead and Company. Die deutsche Erstausgabe wurde 1953 vom Scherz Verlag (Bern) mit der bis heute verwendeten Übersetzung von Hedwig von Wurzian aufgelegt.
Ab November 2020 erscheint das Buch in einer Neuübersetzung von Giovanni und Ditte Bandini im Atlantik-Verlag.
Der Roman wurde durch Christies eigene Reisen nach Bagdad mit ihrem zweiten Ehemann, dem Archäologen Max Mallowan, inspiriert. Es ist eher ein Spionage- als ein klassischer Kriminalroman. Andere Beispiele für dieses Genre im Schaffen der Autorin sind Ein gefährlicher Gegner, Der Mann im braunen Anzug und Passagier nach Frankfurt.

## Handlung
Ein geheimes Gipfeltreffen der Staatsoberhäupter der Supermächte soll in Bagdad stattfinden. Doch die Pläne sind verraten worden und so will eine faschistische Untergrundorganisation das Treffen sabotieren. Die Dinge werden kompliziert, als die junge enthusiastische Touristin Victoria Jones in ihrem Hotel den sterbenden britischen Agenten Henry „Fakir“ Carmichael findet. Seine letzten Worte lauten: »Luzifer – Basra – Lefarge…«
Victoria beginnt mit eigenen Untersuchungen. Sie entdeckt, dass sich Luzifer auf ihren vermeintlichen Liebhaber, Edward bezieht, der hinter der Verschwörung steckt, und Basra meint die Stadt Basra. Bei Lefarge stellt sich heraus, dass sie den Namen falsch verstanden hat und Madame Defarge gemeint ist, eine Figur aus Charles Dickens’ Roman Eine Geschichte aus zwei Städten (A Tale of Two Cities), die camouflierte Botschaften gestrickt hatte. Der ebenfalls camouflierte Schal Carmichaels gibt einen Hinweis, wo wichtige Dokumente versteckt sind. Die Dokumente werden bei einem Scheich in Kerbala gefunden und können auf dem Gipfeltreffen vorgelegt werden.
Victoria geht mit Richard zurück zu den Ausgrabungen und beide werden ein Paar.

## Personen
- Victoria Jones, eine junge Schreibkraft, schön und intelligent
- Edward Goring, ein junger Ex-Pilot
- Henry Carmichael, ein couragierter britischer Agent
- Richard Baker, ein junger und intelligenter Archäologe
- Pauncefoot Jones, ein berühmter Archäologe, ein wenig verwirrt
- Rathbone, Anführer einer Schmugglerbande
- Dakin, Leiter des britischen Geheimdienstes

## Wichtige Ausgaben
- 1951 Collins Crime Club (London), 5. März 1951
- 1951 Dodd Mead and Company (New York)
- 1953 deutsche Erstausgabe im Scherz Verlag (Bern)[4]
- 2020 Neuübersetzung von Giovanni und Ditte Bandini im Atlantik-Verlag

## Verfilmungen
Dieser Roman ist einer der wenigen Romane von Christie, der bis heute nicht verfilmt wurde.

## Hörbücher
- 2005 Sie kamen nach Bagdad (3 CDs): gekürzte Lesung. Aus dem Englischen von Tanja Handels. Gelesen von Susanne Schröder. Regie: Toni Nirschl; Der Hörverlag (München)[5]

- 2008 Sie kamen nach Bagdad (5 CDs): einzige ungekürzte Lesung. Sprecher: Hans Eckardt. Regie: Markus Langer. Übersetzung aus dem Englischen von Hedwig von Wurzian. Verlag und Studio für Hörbuchproduktionen (Marburg)[6]